# شيار (يوم)
شِيَار أو شَيَار هو الاسم الذي يطلق على يوم السبت في الجاهلية.
قال ابن دريد: